# Arthur Nicolaier
Arthur Nicolaier (ur. 4 lutego 1862 w Koźlu, zm. 28 sierpnia 1942 w Berlinie) – niemiecki internista żydowskiego pochodzenia, odkrywca Laseczki tężca.
Pochodził z rodziny kupieckiej. W dzieciństwie mieszkał we Wrocławiu. Studiował medycynę w Heidelbergu i Berlinie. W 1885 obronił doktorat w Getyndze na podstawie pracy Beiträge zur Aetiologie des Wundstarrkrampfes (Przyczynek do etiologii tężca) i został asystentem tamtejszej kliniki uniwersyteckiej u Wilhelma Ebsteina. Od 1897 był jej głównym lekarzem. Jeszcze w czasie studiów, pracując pod kierunkiem Carla Flügge w 1884 odkrył zarazek tężca - bakterię Clostridium tetani. W 1894 wprowadził heksametylenotetraaminę pod nazwą urotropiny do chemioterapii w celu leczenia bakteryjnych infekcji dróg moczowych. Brał udział w pracach nad lekiem przeciwzapalnym Atophanem. W 1900 mieszkał w Berlinie, gdzie pracował w szpitalu Charité. Od 1921 pełnił funkcję profesora chorób wewnętrznych na Uniwersytecie Fryderyka Wilhelma. W tym samym roku wystąpił z gminy żydowskiej. Po odsunięciu od nauczania w 1933 kontynuował do 1938 praktykę w berlińskiej dzielnicy Wilmersdorf. Zagrożony wywózką do KL Theresienstadt, popełnił samobójstwo zażywając śmiertelną dawkę morfiny. 
W 2012 został upamiętniony tablicą pamiątkową na gmachu szpitala powiatowego w Kędzierzynie-Koźlu, a w 2014 - w Berlinie (Stolperstein).

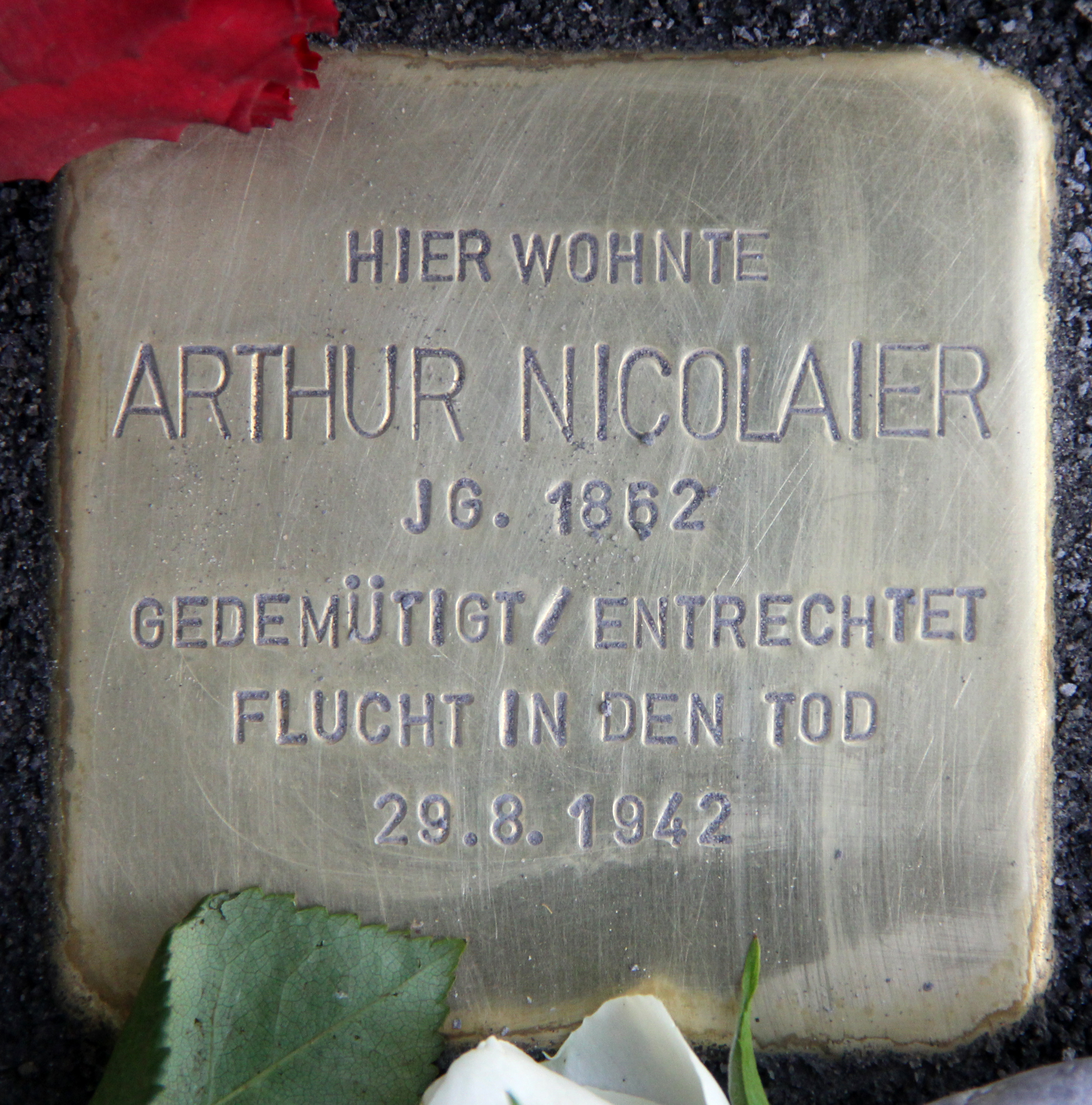
upamiętnienie miejsca zamieszkania Nicolaiera w Berlinie